# Matthias Schuldt
Matthias Schuldt (Aschaffenburg, 5 de febrero de 2000) es un deportista alemán que compite en gimnasia en la modalidad de trampolín. Ganó una medalla de bronce en el Campeonato Mundial de Gimnasia en Trampolín de 2022, en la prueba por equipo.

## Palmarés internacional
| Campeonato Mundial | Campeonato Mundial | Campeonato Mundial | Campeonato Mundial |
| Año                | Lugar              | Medalla            | Prueba             |
| ------------------ | ------------------ | ------------------ | ------------------ |
| 2022               | Sofía (Bulgaria)   | Medalla de bronce  | Equipo             |